# Antonio José Caballero
Antonio José Caballero Velasco (Santander de Quilichao, Cauca, 15 de mayo de 1945-Bogotá, 17 de diciembre de 2013) fue un periodista radial colombiano y uno de los pocos de dicho país en entrevistar al Papa Juan Pablo II y Hugo Chávez. Sus primeros pasos por el periodismo los hizo en RCN Radio y revista Cromos. Fue ganador de los Premios Simón Bolívar en cinco ocasiones.

## Biografía
Caballero nació en Santander de Quilichao. Pronto se mudó a Palmira. Se graduó en el colegio "Daniel Rodríguez". Estudió periodismo en la Universidad Complutense de Madrid, España. Era hermano del actor y locutor Juan Harvey Caicedo.
En 1976 trabaja como Radiotelevisione Italiana de Italia, donde estudió cine en España. en 1978 regresó a Colombia a ser el asistente de Jorge Barón. Más tarde trabajó como columnista de la revista Cromos y presentador del noticiero de Cinevisión, posteriormente columnista de los diarios de El País y El Tiempo.
En 1978 trabajó en Caracol Radio con Darío Arizmendi como reportero de noticias. En sus últmios años como periodista de RCN Radio con Yolanda Ruiz, Juan Gossaín, María Elvira Samper y Francisco Santos.
Falleció de cáncer de hígado en la Clínica del Country de Bogotá, el 17 de diciembre de 2013.